# Даркевич, Владислав Петрович
Владисла́в Петро́вич Дарке́вич (1 сентября 1934, Витебск, Белорусская ССР, СССР — 20 мая 2016, Москва, Россия) — советский и российский археолог, доктор исторических наук, ведущий научный сотрудник отдела средневековой археологии Института археологии РАН, действительный член Российской академии естественных наук.

## Биография
В 1958 году окончил исторический факультет Московского государственного университета имени М. В. Ломоносова (по кафедре археологии).
В 1964 году защитил диссертацию на соискание учебной степени кандидата исторических наук: «Культурные связи Древней Руси с Западной Европой в X—XIV веках (по материалам художественного ремесла)», в 1976 году — докторскую диссертацию «Связи Восточной Европы со странами Азии и Византией в IX—XIII веках (по материалам художественного ремесла)» (1976).
С 1958 года — в Институте археологии Академии наук СССР. Являлся главным ученым секретарём Российского археологического общества, секретарём Национального комитета по подготовке международной энциклопедии «Ранняя история Европы».
Участник научных экспедиций в центральных регионах России, на Урале, Кавказе, в Хакасии, Туве, на о. Шпицберген, на Украине и в Белоруссии, в 1970—1980 годах — начальник Старорязанской экспедиции Института археологии АН СССР.
Являлся специалистом в области истории и культуры Руси IX—XIII веков, народной культуры Средневековья, связями средневековой Руси с Западной Европой, Византией и арабским миром. Автор более 180 научных трудов.

## Основные работы
- Произведения западного художественного ремесла в Восточной Европе. М., 1966.
- Путями средневековых мастеров. — М.: Наука. — 192 с. — 20 000 экз.(в сер. «Из истории мировой культуры»)
  - Путями средневековых мастеров / Изд. 3-е. М.: URSS; ЛЕНАНД, 2015. 191 с.
- Светское искусство Византии: произведения византийского художественного ремесла в Восточной Европе X—XIII вв. М.: Искусство, 1975. 352 с. (в сер. «Памятники древнего искусства»)
- Художественный металл Востока, VIII—XIII вв.: произведения восточной торевтики на территории Европейской части СССР и Зауралья / [АН СССР, Ин-т археологии]. М.: Наука, 1976. 199 с.
- Аргонавты средневековья. М.: Наука, 1976. 192 с. (в сер. «Из истории мировой культуры»).
- Народная культура средневековья. Светская праздничная жизнь в искусстве IX—XVI вв. М., 1988.
  - Праздничная жизнь Средневековья. М., 2006. 2-е изд., доп.
  - Светская праздничная жизнь Средневековья, IX—XVI вв. / Изд. 2-е изд., доп. М., 2006. 432 с.
- Народная культура средневековья: пародия в литературе и искусстве, IX—XVI вв. М.: Наука, 1992. 285 с.
- Древняя столица Рязанской земли. М., 1995 (в соавт. с Г. В. Борисевичем).
- Путешествие в древнюю Рязань: увлекательные очерки по археологии / Изд. 2-е, испр. М.: URSS, 2010. 244 с.
- Художественное ремесло средневекового Запада (X—XIV вв.): по материалам раскопок в Восточной Европе / Изд. 2-е. М.: URSS, 2010. 112 с.
- Чекалова А. А., Даркевич В. П. Культура Византии IV—XII вв.: быт и нравы, прикладное искусство. — М.: URSS; Либроком, 2010. — 125 с. — ISBN 978-5-397-01378-9.
  - 2-е изд. — М.:Либроком, 2012. — 125 с. — ISBN 978-5-397-02656-7.
- Цивилизация Древней Руси XI—XVII веков. Белый город, 2012. 520 с.